# 1390 в Україні

## Події
- Громадянська війна у Великому князівстві Литовському (1389—1392)
- Федір Любартович позбувся Волинського столу
- князь Ковельський Павло—Кароль Сангушкович[1]

## Засновані, зведені
- Перші згадки пр Фастів
- Ізяслав
- Битків
- Ваньовичі
- Великополовецьке
- Добрячин
- Кожанку
- Сквиру
- Цуцилів